# The Executioners
The Executioners (publicat ulterior și sub numele Cape Fear) este un roman psihologic thriller de suspans care a fost scris de John D. MacDonald și publicat în 1957 de editura Simon & Schuster.
Intriga cărții prezintă un avocat (Sam Bowden) urmărit și chinuit de un criminal (Max Cady) pe care l-a aruncat în închisoare.
A fost filmat de două ori sub titlul original Cape Fear (Promontoriul groazei), o dată în 1962 și din nou în  1991. Prima adaptare a filmului este mai fidelă romanului, adaptarea din 1991 fiind considerabil mai brutală și violentă.

## Prezentare
Intriga principală a romanului se referă la un avocat pe nume Sam Bowden, care l-a surprins pe Max Cady, un violator analfabet și brutal, în timpul unui viol. Bowden depune mai târziu mărturie împotriva acestuia. Juriul îl găsește pe Cady vinovat, iar Cady este trimis la închisoare timp de paisprezece ani, unde dezvoltă și cultivă o ranchiună obsesivă, alimentată de furie și ură pentru modul în care Bowden l-a trimis în închisoare. După ce Cady este eliberat condiționat, el începe să  urmărească familia lui Bowden, căutând nu doar răzbunare, dar și invidiază ceea ce are Bowden, mai ales pe inocenta fiică adolescentă a lui Bowden. Răzbunarea lui Cady începe cu urmărirea și șicanarea familiei și continuă cu încercarea de a-i ucide pe cei pe care îi consideră apropiați de familie.
Cady încearcă să-l omoare pe unul din fii lui Bowden împușcându-l cu o pușcă de departe, dar ratează din cauza vitezei vântului care trimite glonțul în brațul fiului lui Sam.
În timp ce soția acestuia iese din spital, ea aproape că moare într-un accident de mașină, după ce Cady îi scoate piulițele de la una dintre roți.
Bowden trimite câțiva tâlhari să-l bată pe Cady sperând să-l facă să fugă din oraș. Din păcate, planul eșuează și Cady reușește să-i învingă. Cu toate acestea, în timp ce polițiștii reacționează la această luptă, Cady îl atinge cu brațul pe un ofițer de poliție și este arestat pentru că a atacat un polițist. În timp ce acest lucru îl trimite în arest, Bowden își dă seama că va fi eliberat destul de curând.
Disperat, Bowden decide să lucreze cu poliția pentru a pune la punct o capcană. Dacă Cady intră în casa lui Bowden, el poate fi împușcat pentru încălcarea proprietății. Planul este să-l convingă pe Cady că a plecat din oraș. El se va ascunde într-un copac afară, în timp ce un ofițer de poliție pe nume Kersek stă de pază în casă gata să-l împuște pe Cady, dacă ar apărea.
Bowden așteaptă neliniștit afară, în toiul nopții, cu pistolul său. Apoi își aude soția țipând și fuge în casă. Când intră, este prea întuneric pentru a vedea clar, dar poate vedea o umbră a lui Cady alergând spre el. Se ciocnesc cu o forță suficient de puternică pentru a-i rupe piciorul lui Bowden. În timp ce Cady fuge din locuință, Bowden își descarcă supărat arma în direcția lui Cady și apoi intră înăuntru. El își dă seama că acesta a apucat să-i agreseze soția, dar a fost întrerupt de Kersek. Din păcate, Kersek nu a fost suficient de rapid pentru a-l ucide pe Cady, iar Cady l-a ucis și apoi a plecat după ce a realizat că toată treaba a fost o înscenare pentru a-l prinde.
Cady a ucis un polițist, așa că poliția începe căutarea sa. Când se luminează de ziuă, ei găsesc o urmă de sânge în curtea din spate a lui Bowden. Pe baza urmelor găsesc cadavrul lui Cady. Se pare că Bowden l-a împușcat pe Cady și a sângerat până la moarte.
Râul Cape Fear nu apare în roman, dar este folosit în ambele adaptări ale filmului, în scenele conflictului final.

## Diferențe între roman și filme
Sursa:
| The Executioners | Cape Fear (1962) | Cape Fear (1991) |
| --- | --- | --- |
| Autor: John D. MacDonald                                                                                            | Regizor: J. Lee Thompson Scenariu: James R. Webb                                                                                | Regizor: Martin Scorsese Scenariu: Wesley Strick |
| Cady violează o fată australiană în al doilea război mondial.                                                       | Cady violează o femeie americană.                                                                                               | Cady violează o fată de 16 ani. |
| Cady stă 13 ani în închisoare.                                                                                      | Cady stă 8 ani în închisoare.                                                                                                   | Cady stă 14 ani în închisoare. |
| Bowden este martor la viol.                                                                                         | Procurorul Bowden este martor la viol și depune mărturie contra lui Cady.                                                       | Avocatul apărării Bowden nu folosește raportul privind trecutul sexual al victimei la proces. |
| Familia Bowden: Sam și Carol Bowden, fiica Nancy (15 ani), 2 băieți: Bucky și Jamie                                 | Familia Bowden: Samuel și Peggy Bowden, fiica Nancy (15 ani), nu au băieți.                                                     | Familia Bowden: Sam și Leigh Bowden, fiica Danny (15 ani), nu au băieți. |
| Marilyn este cățeaua familiei.                                                                                      | Marilyn este cățeaua familiei.                                                                                                  | Benjamin este cățelul familiei. |
| Sam nu are relații extra conjugale.                                                                                 | Sam nu are relații extra conjugale.                                                                                             | Sam are o relație extra conjugală cu Lori Davis. Probleme în mariajul familiei Bowdens. |
| Participarea lui Cady în luptele din al doilea război mondial sugerează un factor cauzal pentru comportamentul său. | Cady este violat în închisoare.                                                                                                 | Cady este violat în închisoare. Cady este trădat de avocatului său. |
| Cady o violează și o răpește pe fosta sa soție care s-a recăsătorit.                                                | Cady o violează, o răpește și o bate pe soția sa timp de trei zile. Cady o violează pe Diane Taylor. Nimeni nu depune mărturie. | Cady o violează și o mutilează pe Lori Davis. Cady îi ucide pe detectivul Kersek și pe servitoarea familiei Graciella. Cady îl violează pe Leigh. El intenționează să-i violeze pe Sam și Danny. |
| Carol Bowden a fost martoră la moartea câinelui.                                                                    | Toată familia a fost martoră la moartea câinelui.                                                                               | Leigh Bowden a fost martoră la moartea câinelui. |
| Nu au barcă-tip locuință.                                                                                           | Peggy și Nancy singure pe barcă.                                                                                                | Toată familia este pe barcă. |
| Bowden îl rănește pe Cady cu un glonț. Cady sângerează până la moarte.                                              | Bowden îl rănește pe Cady cu un glonț. Sam nu-l ucide.                                                                          | Bowden îl lovește pe Cady cu o piatră. Cady moare înecându-se. |